# ロナルド・サール
 ロナルド・サール （Ronald William Fordham Searle、1920年3月3日 - 2011年12月30日）は、イギリスのグラフィックアーティスト、風刺漫画家。代表作は『St Trinian's Schoolgirls（聖トリニアンズ女学院）』とイギリスの小説家ジェフリー・ウィランズとの合作である『Molesworth（モールスワース）』シリーズ。

## 生涯
イングランドのケンブリッジ生まれ。父親は有能なボクサーでケンブリッジでジムを経営。彼の祖父（William Hunt）もまたサイクリングの世界王者と、スポーツ一家で育つ。
幼少期から画家を目指し、5歳から絵を描きはじめ、16歳でCambridge College of Arts and Technologyに入学。しかし在学中の19歳の時に第二次世界大戦が始まり、ロイヤルエンジニアとして兵役に服しシンガポールに出征。マラヤにて1ヶ月戦ったが、日本軍に敗戦し日本軍捕虜となり、終戦までクワイ川流域のチャンギ刑務所で、いまわしいビルマ-タイ泰緬鉄道で重労働を続けさせられる。監禁されている間彼は、脚気、熱帯性潰瘍、マラリアに罹ったうえ、幾度と無く暴行を受け、体重は40kg以下になったが、1945年日本軍が敗戦し解放される。
1947年ジャーナリストのKaye Webbと結婚。双子の子供に恵まれるが、1961年に家族の元を離れ、ドイツ人翻訳家のMonica Koenigとパリで再婚。1975年フランスのプロヴァンス地方の山村に移住し、死亡する1ヶ月前までそこで作品を作り続け、2011年12月30日、91歳で逝去。

## 戦争中の作品
彼の初版漫画"St Trinian's Schoolgirls"は1974年Lilliputマガジンに掲載されたが、彼の実際のキャリアが始まったのは第二次世界大戦中、日本軍捕虜収容所で残忍な経験をしながら、それらを描いたことである。それらの作品はコレラに侵された捕虜仲間の布団の下に隠していた。彼は「もし自分が死んでもこの状況が、チャンスは少ないかもしれないが、後でこれらを見つけ出し、真実を知ってもらうことが出来ると思ったから、私はどうしてもこの状況を描いて残したかった。」と話した。しかし彼は無事生還し、彼のおよそ300点の作品もまた無事であった。
彼の捕虜仲間は当時を振り返り、「やせ細り、死ぬ間際になっても人間としての何の尊厳も与えられず、それでも安らかに鉛筆を持って横になり描き続けている姿を想像することが出来たら、彼が他の誰とも違う気質を持っているということがわかるだろう。」と話した。
これらのほとんどの作品は、イギリスのロンドン帝国戦争博物館に彼自らによって寄贈され、現在もなお展示されている。またこれらの作品のほとんどは1986年に出版された"Ronald Searle:To the Kwai and Back,War Drawings 1939-1945"でも見ることが出来る。彼は「もしあなたがこの経験をしたなら、これからの人生に影響されずにはいられないでしょう。だから多分、私は頭の中では捕虜収容所から逃れられたことがなく、これが私の人生における基準値となった。それはその時共に過ごした自分の愛した人たちが死んで最も近い竹の肥料となったからだ。」と話した。

## 雑誌、本、映画
1945年にイギリスに帰還した彼は、一人目の妻であるジャーナリストでありLiliputのピクチャー編集者であったKaye Webbに出会う。彼女が彼の最初の作品を出版したことにより、彼のキャリアは始まった。彼らは二人でPerpetua Ltdを設立し、様々な代表作を出版する。その中に"Looking at London"や"The Paris Sketchbook"、"The Rake's Progress"がある。彼のその独特なグラフィックスタイルが、イギリスとアメリカで話題となり、新しいジャンルを確立し現在も多くのアーティストに影響を与えている。
そのKaye Webbの指導のもと、彼は1950年代に様々な代表作を残している。雑誌はLife、Holiday、Punch、The New Yorker、the Sunday Express、Le Mondeなど、多くから依頼を受けイラストを描いた。"St Trinian's Schoolgirl"シリーズや、Geoffery Williansとの合作である"Molesworth"シリーズ"Down With Skool!,1953"、"How to be Topp,1954"、またAlex Atkinsonとの合作であるトラベルブックシリーズを出版。それに加えCM、広告、ポスターなども制作。そして彼の有名なルポ作品といえば、アメリカのケネディ大統領の選挙キャンペーン取材と、アイヒマン裁判の法廷画家として依頼を受け描いたことだ。また世界国際連合から依頼を受け、妻と共にヨーロッパ中を周り、第二次世界大戦の難民キャンプを描き"REFUGEES1960"を出版した。
1961年にパリに移住してから、彼は本、アニメーション、メダルの彫刻、フランスの硬貨などといった幅広い範囲で作品を創り続ける。彼はたくさんの映画や、シアターのためのデザインも行った。1965年には"Those Magnificant Men in Their Flying Machines"のクレジットタイトルのアニメーションを作製。その10年後には、自身の作品を元にして作られたアニメ映画の"Dick Deadeye"が上映されたが、その出来栄えに落胆した。

## 受賞
彼の独特な作品は特にアメリカで幅広く認知され、1959年と1965年にthe National Cartoonists Society's Advertising and illustration Awardを受賞。1960年にReuben Award、1980年にillustration Award、1986年と1987年にAdvertising Awardを受賞。2004年に大英帝国勲章（CBE）を与えられた。また2007年にはフランスで最も名誉のあるthe Chevalier de la Legion d'honneurを、2009年にドイツのVerdienstorden Bundesrepublik Deutschlandを受賞した。

## 作品

### St Trinian's Schoolgirls（聖トリニアンズ女学院）
- Hurrah For St Trinians, 1948年
- The Female Approach: The Belles of St. Trinian's and Other Cartoons, 1950年
- Back To The Slaughterhouse, and Other Ugly Moments, 1951年
- The Terror of St Trinian's, or Angela's Prince Charming, 1952年 (with Timothy Shy (D. B. Wyndham-Lewis))
- Souls in Torment, 1953年 (preface by Cecil Day-Lewis)
- The St Trinian's Story, 1959年 (with Kaye Webb)
- St Trinian's: The Cartoons, 2007年
- St. Trinian's: The Entire Appalling Business, 2008年

### Molesworth（モールスワース）
- Down With Skool!: A Guide to School Life for Tiny Pupils and Their Parents, 1953年 (with Geoffrey Willans)
- How to be Topp: A Guide to Sukcess for Tiny Pupils, Including All There is to Kno About Space, 1954年 (with Geoffrey Willans)
- Whizz for Atomms: A Guide to Survival in the 20th Century for Fellow Pupils, their Doting Maters, Pompous Paters and Any Others who are Interested, 1956年 (with Geoffrey Willans)
- Back in the Jug Agane, 1959年 (with Geoffrey Willans)
- The Compleet Molesworth, 1958年 (collection) Molesworth (1999年 Penguin reprint)

### その他
- Forty Drawings, 1946年
- White Coolie, 1947年 (with Ronald Hastain)
- This England 1946-1949, 1949年 (edited by Audrey Hilton)
- The Stolen Journey, 1950年 (with Oliver Philpot)
- An Irishman's Diary, 1950年 (with Patrick Campbell)
- Dear Life, 1950年 (with H. E. Bates)
- Paris Sketchbook, 1950年 (with Kaye Webb)
- A Sleep of Prisoners, 1951年 (with Christopher Fry)
- Life in Thin Slices, 1951年 (with Patrick Campbell)
- The Naked Island, 1952年 (with Russell Braddon)
- It Must be True, 1952年 (with Denys Parsons)
- London—So Help Me!, 1952年 (with Winifred Ellis)
- The Diverting History of John Gilpin, 1953年 (text by William Cowper)
- Looking at London and People Worth Meeting, 1953年 (with Kaye Webb)
- The Dark is Light Enough, 1954年 (with Christopher Fry)
- Patrick Campbells Omnibus, 1954年 (with Patrick Campbell)
- The Journal Of Edwin Carp, 1954年 (edited by Richard Haydn)
- Modern Types, 1955年 (with Geoffrey Gorer)
- The Rake's Progress, 1955年
- Merry England, Etc, 1956年
- Anglo-Saxon Attitudes, 1956年 (with Angus Wilson)
- The Big City or the New Mayhew, 1958年 (with Alex Atkinson)
- The Dog's Ear Book, 1958年 (with Geoffrey Willans)
- USA for Beginners, 1959年 (with Alex Atkinson)
- Anger of Achilles: Homer's Iliad, 1959年 (translation by Robert Graves)
- By Rocking Horse Across Russia, 1960年 (with Alex Atkinson)
- Penguin Ronald Searle, 1960年
- Refugees 1960: A Report in Words and Pictures, 1960年 (with Kaye Webb)
- The Biting Eye of Andre Francois, 1960年
- Which Way Did He Go?, 1961年
- A Christmas Carol, 1961年 (with Charles Dickens)
- The 13 Clocks and the Wonderful O, 1962年 (with James Thurber)
- Searle In The Sixties, 1964年
- From Frozen North to Filthy Lucre, 1964年
- Haven't We Met Before Somewhere?, 1966年
- Searle's Cats, 1967年
- The Square Egg, 1968年
- Take One Toad, 1968年
- This Business of Bomfog, 1969年 (with Madelaine Duke)
- Monte Carlo Or Bust, 1969年 (with E. W. Hildick)
- Hello, where did all the people go?, 1969年
- The Second Coming of Toulouse-Lautrec, 1969年
- Secret Sketchbook, 1969年
- The Great Fur Opera: Annals of the Hudson's Bay Company 1670-1970, 1970年 (with Kildare Dobbs)
- Scrooge, 1970年 (with Elaine Donaldson)
- Mr. Lock of St. James's Street, 1971年 (with Frank Whitbourn)
- The Addict, 1971年
- More Cats, 1975年
- Dick Dead Eye, 1975年 (after Gilbert and Sullivan)
- Paris! Paris!, 1977年 (with Irwin Shaw)
- Zodiac, 1977年
- Ronald Searle, 1978年
- サールズ・キャット,1979年,エイプリル出版
- モア・キャット,1979年,エイプリル出版
- The King of Beasts & Other Creatures, 1980年
- The Situation is Hopeless, 1980年
- Winning the Restaurant Game, 1980年 (with Jay Jacobs)
- Too Many Songs by Tom Lehrer With Not Enough Drawings by Ronald Searle, 1981年
- Ronald Searle's Big Fat Cat Book, 1982年
- The Illustrated Winespeak, 1983年
- Ronald Searle in Perspective, 1983年
- Ronald Searle's Golden Oldies 1941 - 1961, 1985年
- Something in the Cellar, 1986年
- To the Kwai and Back: War Drawings 1939-1945, 1986年
- パリスケッチブック,1986年,株式会社サンリオ（アーウィン・ショー著）
- ワイン手帖,1987年,新潮文庫（開高健　監修）
- Ah Yes, I Remember It Well...: Paris 1961-1975, 1988年
- Slightly Foxed But Still Desirable: Ronald Searle's Wicked World of Book Collecting, 1989年
- Marquis De Sade Meets Goody Two-Shoes, 1994年
- The Tales of Grandpa Cat, 1994年 (with Lee Wardlaw)
- The Hatless Man, 1995年 (with Sarah Kortum)
- A French Affair : The Paris Beat, 1965-1998, 1999年 (with Mary Blume)
- Wicked Etiquette, 2000年 (with Sarah Kortum)
- Ronald Searle in Le Monde, 2001年
- Railway of Hell: A Japanese POW's Account of War, Capture and Forced Labour, 2002年 (with Reginald Burton)
- Searle's Cats, 2005年 (New and Expanded Edition, all illustrations are new)
- The Scrapbook Drawings", 2005年
- Cat O' Nine Tales: And Other Stories, 2006年 (with Jeffrey Archer)
- Beastly Feasts: A Mischievous Menagerie in Rhyme, 2007年 (with Robert Forbes)
- More Scraps & Watteau Revisited, 2008年
- Let's Have a Bite!: A Banquet of Beastly Rhymes, 2010年 (with Robert Forbes)
- What! Already?: Searle at 90, 2010年
- Les Très Riches Heures de Mrs Mole, 2011年